# All Rise – Die Richterin
All Rise – Die Richterin ist eine US-amerikanische Justizdrama-Fernsehserie von Greg Spottiswood, die am 23. September 2019 als Montagabendbeitrag in der Fernsehsaison 2019–20 auf CBS Premiere feierte. Im Mai 2021 wurde die Serie von CBS nach zwei Staffeln abgesetzt, bevor sie im September vom Oprah Winfrey Network (OWN) für eine dritte Staffel ausgewählt wurde. Deutschsprachige Premiere war am 8. November 2021 bei sixx.
Die Premiere der dritten Staffel fand am 7. Juni 2022 statt. Im August 2023 wurde bekannt gegeben, dass die dritte Staffel ihre letzte Staffel sein wird.

## Handlung
„All Rise – Die Richterin“ dreht sich um das Privatleben von Richtern, Staatsanwälten und Pflichtverteidigern in einem Gerichtsgebäude in Los Angeles.
Die Handlung dreht sich um die neue Richterin Lola Carmichael, denn die ehemalige Staatsanwältin testet nun ihre Grenzen und Möglichkeiten aus, um einen positiven Einfluss zu haben.

## Besetzung
| Figur           | Darsteller        | Deutscher Sprecher |
| --------------- | ----------------- | ------------------ |
| Lola Carmichael | Simone Missick    | Cornelia Waibel    |
| Mark Callan     | Wilson Bethel     | Konrad Bösherz     |
| Emily Lopez     | Jessica Camacho   | Nora Jokhosha      |
| Luke Watkins    | J. Alex Brinson   | Fabian Oscar Wien  |
| Sherri Kansky   | Ruthie Ann Miles  | Magdalena Helmig   |
| Sara Castillo   | Lindsay Mendez    | Anne Helm          |
| Lisa Benner     | Marg Helgenberger | Nina Herting       |
| Amy Quinn       | Lindsey Gort      | Manja Doering      |
| Samantha Powell | Audrey Corsa      | Rubina Nath        |
| Thomas Choi     | Reggie Lee        | Sven Hasper        |